# Refugee (gruppo musicale)
I Refugee sono stati un trio britannico di rock progressivo formatosi nel 1973 e scioltosi l'anno seguente.
Il gruppo era composto da due ex membri di The Nice – Keith "Lee" Jackson (basso e voce) e Brian "Blinky" Davison (batteria) – e dal tastierista svizzero Patrick Moraz, proveniente dai Mainhorse e futuro membro di Yes e The Moody Blues.

## Storia del gruppo
Nel 1973 Lee Jackson aveva appena pubblicato l'album Bump 'n' Grind con il suo gruppo Jackson Heights ed era in cerca di un tastierista per promuoverlo dal vivo quando allo Speakeasy Club di Londra s'imbatté in Patrick Moraz che egli apprezzava già dal 1969 e che lo stesso Keith Emerson, prima di sciogliere The Nice, aveva suggerito come proprio possibile sostituto qualora avessero voluto proseguire senza di lui.
Moraz declinò l'offerta del tour con i Jackson Heights ma si disse interessato a un eventuale nuovo progetto; a quel punto Jackson, conoscendo il talento del tastierista, non volle farselo sfuggire e, viste le difficoltà economiche in cui versava per lo scarso successo del suo gruppo, decise di sciogliere quest'ultimo e di accettare la controproposta di Moraz; a completare la formazione chiamò quindi Brian Davison, ex batterista di The Nice, rilanciando così anche la formula del trio tastiere / basso / batteria già collaudata dai due con Keith Emerson; nacquero così i Refugee.
Alla firma di un contratto discografico con la Charisma Records seguirono due mesi di prove serrate, volte a testare dal vivo il materiale prima di registrarlo, quindi il trio debuttò il 2 dicembre 1973 alla Roundhouse di Camden Town, a Londra. I tre alternarono quindi concerti nel circuito universitario a sedute di registrazione diluite nel tempo presso gli Island Studios di Londra, coadiuvati da John Burns, all'epoca coproduttore anche dei Genesis; il loro primo e unico album in studio, intitolato semplicemente Refugee e per quanto riguarda la musica scritto quasi esclusivamente da Moraz, fu pubblicato a marzo del 1974.
In agosto, mentre la band era in tour, Moraz fu contattato da Brian Lane, manager degli Yes, per sostenere un'audizione come sostituto di Rick Wakeman: gli Yes erano già ampiamente affermati su scala internazionale e perciò l'opportunità per il tastierista era irrinunciabile; l'esito positivo del provino sancì la fine prematura dei Refugee che, assolti gli impegni live già fissati, si sciolsero. Per combinazione la loro ultima apparizione dal vivo, l'11 agosto 1974 a Londra, avvenne nello stesso luogo dove avevano debuttato otto mesi prima: la Roundhouse; al termine del concerto, Jackson annunciò a un pubblico sbigottito che il gruppo si sarebbe sciolto quella sera stessa.
Moraz con gli Yes avrebbe registrato l'album Relayer (1974) e suonato dal vivo fino alla prima metà del 1976, per poi proseguire la carriera come solista e, tra il 1978 e il 1990, anche in The Moody Blues; i due ex-The Nice invece di lì a poco avrebbero abbandonato il mondo musicale professionale per quasi trent'anni, fino all'episodico ritorno di entrambi assieme a Keith Emerson per alcuni concerti nel 2002-2003. Brian Davison sarebbe morto pochi anni dopo quest'ultima reunion, nel 2008, a causa di un tumore.

## Formazione
- Brian Davison – batteria e percussioni
- Lee Jackson – voce, basso elettrico
- Patrick Moraz – pianoforte, organo Hammond, clavinet, sintetizzatori

## Discografia
- 1974 – Refugee
- 2007 – Live in Concert Newcastle City Hall 1974